# Maarit Verronen
Maarit Verronen (n. Kalajoki en 1965) es una escritora finlandesa.
Se licenció en Filosofía y Letras en la Universidad de Oulu en 1989 especializándose en astronomía.
Se doctoró en 1991.
Verronen ha trabajado en el Instituto de Astronomía de la Universidad de Oulu durante sus estudios y doctorado, y estudió también Historia de las ideas y de las Doctrinas.
Se dedica por entero a la literatura desde 1994.
Vive en Helsinki.
Ha sido candidata al Premio Finlandia dos veces y ha ganado numerosos premios literarios.
Verronen describe en sus obras muchos transeúntes y observadores, sabios viajeros o abandonados.

## Obras
- Saari kaupungissa , Tammi, 2007
- Osallisuuden tunto (cuento). Tammi, 2006.
- Keihäslintu (cuentos). Tammi, 2004.
- Pieni elintila (novela). Tammi, 2004.
- Luotettava ohikulkija (novela). Tammi, 2002. (ISBN 951-31-2470-3)
- Kylmien saarten soturi (novela). Tammi, 2001.
- Löytöretkeilijä (cuentos). Tammi, 1999]
- Luolavuodet (novela). Kirjayhtymä, 1998.
- Matka Albaniaan (libro de viajes). Kirjayhtymä, 1997.
- Kulkureita ja unohtajia (cuentos). Kirjayhtymä, 1996.
- Pimeästä maasta (novela). Kirjayhtymä, 1995.
- Viimeinen lapsitähti (cuentos). Kirjayhtymä, 1994.
- Yksinäinen vuori (novela). Kirjayhtymä, 1993.
- Älä maksa lautturille (cuentos). Kirjayhtymä, 1992.

## Premios
- 1992 Premio Kalevi Jäntti
- 1993 Premio Portti al mejor libro fantástico
- 1993 Finalista Premio Atorox por la novela ”Älä maksa lautturille”
- 1993 Premio de los jóvenes guionistas de la Sociedad Estatal de Radiodifusión
- 1993 Candidata al premio Finlandia con (Yksinäinen vuori)

- 1995 Candidata al premio Finlandia con (Pimeästä maasta)
- 1996 Premio de literatura Olvi-säätiön
- 1997 Premio drama radiofónico de los invidentes por su drama ”Kellarimies ja vaimo”
- 2005 Premio de los bachilleres Nuori Aleksis por su libro Keihäslintu

## Cuentos
- ”Saari ja lentäjä”. En la antología Jäinen vaeltaja, Ursa 1986.
- ”Teloitus”. Aikakone 1989.
- ”Desierto.bas”. Portti 1989 y en la antología Keskiyön mato Ikaalisissa, Ursa, 1989
- ”Freyrin maa, Ingolfin maa”. Aikakone 1992.
- ”Uhrituoksujen viesti”. En la antología Kultainen naamio, 1993.
- ”Pitkä, hyytävä kesä”. Editorial Mytago 1993.
- ”Pahanilmanlintu”. Editorial Image 1994.
- ”Kellonvalajan suku”. Editorial Portti 1996.
- ”Pikkuvanha petunjärsijä”. Editorial Virke 1997.
- ”Varjomaa”. Äidinkielen opettajain liiton vuosikirja 44, 2000 .
- The Dedalus Book of Finnish Fantasy (2006, compilador Johanna Sinisalo), traducciones de los cuentos”Musta juna” y ”Kellarimies ja vaimo”

## Dramas radiofónicos
- ”Mustahiuksinen nainen”, 1996
- ”Kellarimies ja vaimo”, 1997
- ”Ruhtinas Ardian”, 1999
- ”Tuntematon eteläinen maa”, 2001

### En finés
- Kotimaisia tieteis- ja fantasiakirjailijoita. Compilado por Vesa Sisättö y Toni Jerrman. BTJ Kirjastopalvelu, 2006.
- Kotimaisia nykykertojia 1–2. Compilador Ismo Loivamaa. BTJ Kirjastopalvelu, 2003.
- Pekka Tarkka: Suomalaisia nykykirjailijoita. Editorial Otava, 2000.

- Sanojen aika: Maarit Verronen (enlace roto disponible en Internet Archive; véase el historial, la primera versión y la última).. Helsingin kaupunginkirjasto.
- Oulun kaupunginkirjaston Pakkala-kirjailijatietokanta (enlace roto disponible en Internet Archive; véase el historial, la primera versión y la última).
- Risingshadow-sivusto (enlace roto disponible en Internet Archive; véase el historial, la primera versión y la última).
- Maarit Verronen: Minun pohjoiseni. Kaltio 2/2004.

Críticas:
- Heikki Saure: Kulkureita ja unohtajia. Etelä-Suomen Sanomat.
- Luolavuodet. Helsingin sanomat.
- Marjatta Ripsaluoma: Luolavuodet
- Seppo Lehtinen: Luolavuodet. Turun sanomat.
- Löytöretkeilijä ja muita eksyneitä. Helsingin sanomat.
- M. G. Soikkeli: Löytöretkeilijä ja muita eksyneitä. Satakunnan Kansa.
- Anne Puumala: Kylmien saarten soturi. Ilkka.
- Seppo Lehtinen: Kylmien saarten soturi. Turun sanomat.
- M. G. Soikkeli: Kylmien saarten soturi. Kiiltomato.net.
- Kylmien saarten soturi. Helsingin sanomat.
- Tuomo Karhu: Luotettava ohikulkija (enlace roto disponible en Internet Archive; véase el historial, la primera versión y la última).. Turun sanomat.
- Juhana Vähänen: Luotettava ohikulkija. Kiiltomato.net.
- Luotettava ohikulkija. Helsingin sanomat.
- Sami J. Anteroinen: Luotettava ohikulkija. Skenet.
- Sami J. Anteroinen: Pieni elintila. Skenet.
- Pieni elintila. Helsingin sanomat.
- Tuomo Karhu: Pieni elintila & Keihäslintu (enlace roto disponible en Internet Archive; véase el historial, la primera versión y la última)..
- Keihäslintu. Helsingin sanomat.
- Marjatta Ripsaluoma: Keihäslintu. Kiiltomato.net.
- Jussi Aurén: Keihäslintu. Satakunnan Kansa.
- Minna Kumpulainen: Keihäslintu. Tähtivaeltaja.
- Markku Soikkeli: Osallisuuden tunto.
- Putte Wilhelmsson: Osallisuuden tunto (enlace roto disponible en Internet Archive; véase el historial, la primera versión y la última).. Turun sanomat.
- Markku Soikkeli: Saari kaupungissa (enlace roto disponible en Internet Archive; véase el historial, la primera versión y la última)..
- Saari kaupungissa. Helsingin sanomat.

- Datos: Q11690087